# Sukarno
Sukarno, tên khai sinh là Kusno Sosrodihardjo (1 tháng 6 năm 1901 – 21 tháng 6 năm 1970) là Tổng thống Indonesia đầu tiên. Ông là người lãnh đạo nhân dân Indonesia giành độc lập từ Hà Lan. Ông là tổng thống Indonesia từ năm 1945 đến năm 1967, điều hành đất nước với những thành công và cả những bất ổn trong giai đoạn quá độ sang độc lập. Sukarno đã bị Suharto là một vị tướng dưới quyền, người trở thành tổng thống chính thức từ tháng 3 năm 1967, ép buộc rời khỏi quyền lực.
Dân Indonesia gọi ông là Bung Karno (Bung là một cách xưng hô trìu mến, phổ biến trước những năm 1900). Giống như nhiều người Java khác, ông chỉ có một tên gọi.

## Lý lịch
Sukarno là con trai trong một gia đình có cha là thầy giáo của một trường học ở Java và mẹ là một người từ Nhiếp chính Buleleng. Sukarno được sinh ra tại Surabaya, Đông Java ở Đông Ấn Hà Lan (ngày nay là Indonesia). Ông đã nhập học một ngôi trường của người Hà Lan lúc còn nhỏ. Khi cha ông đưa ông đến Surabaya vào năm 1916 để nhập học tại một trường trung học, ông đã gặp Tjokroaminoto, một nhà dân tộc chủ nghĩa sau này. Năm 1921 ông bắt đầu học tại Technische Hogeschool (Học viện Kỹ thuật) ở Bandung. Ông theo học ngành xây dựng dân dụng và tập trung vào lĩnh vực kiến trúc.
Sukarno nói thông thạo nhiều thứ tiếng, đặc biệt là tiếng Hà Lan (ngoài tiếng Đức ra), tiếng Anh và tiếng Pháp và tiếng mẹ đẻ của mình là tiếng Java. Ông đã từng nói rằng khi ông đang học ở Surabaya, ông thường ngồi phía sau màn hình ở các nhà hát để đọc phụ đề ngược lại vì những ghế phía trước chỉ dành cho người Hà Lan.
Ông nhận bằng tiến sĩ danh dự từ Đại học Beograd (1956).

## Đấu tranh giành độc lập
Sukarno đã trở thành lãnh đạo của một đảng chủ trương độc lập, Partai Nasional Indonesia khi đảng này được thành lập năm 1927. Ông chống lại chủ nghĩa đế quốc và chủ nghĩa tư bản vì ông cho rằng cả hai chế độ này đều làm cho cuộc sống của người dân Indonesia xấu đi.
Ông cũng hy vọng rằng Nhật Bản sẽ bắt đầu tiến hành chiến tranh chống các cường quốc phương Tây và rằng Java lúc đó có thể giành độc lập với sự giúp đỡ của Nhật Bản. Ông bị bắt giữ năm 1929 bởi chính quyền thuộc địa Hà Lan và bị xử 2 năm tù. Đến thời điểm ông được tha, ông đã trở thành một anh hùng nổi tiếng. Ông đã bị bắt giữ nhiều lần trong thập niên 1930 và đang bị giam tù khi Nhật Bản chiếm đóng quần đảo vào năm 1942.